# یواس‌اس ویلیام جی. پاتنم (۱۸۵۷)
یواس‌اس ویلیام جی. پاتنم (۱۸۵۷) (به انگلیسی: USS William G. Putnam (1857)) یک کشتی بود که طول آن ۱۰۳ فوت ۶ اینچ (۳۱٫۵۵ متر) بود. این کشتی در سال ۱۸۵۷ ساخته شد.